# 陕甘对囊蕨
陕甘对囊蕨（学名：Deparia confusa）也称陕甘介蕨，为蹄盖蕨科对囊蕨属下的一个种。